# آشر-لو-مارشی
آشر-لو-مارشی (به فرانسوی: Aschères-le-Marché) یک کمون در فرانسه است که در canton of Outarville واقع شده‌است. آشر-لو-مارشی ۲۰٫۹ کیلومتر مربع مساحت دارد.